# Douglas DC-1
Douglas DC-1 var ett amerikanskt flygplan, och det första i den senare välkända Douglas DC-serien. Även om DC-1 bara byggdes i ett exemplar så kom den att utgöra grunden för både DC-2 och DC-3.